# Argo-Nunatak
Der Argo-Nunatak (spanisch Nunatak Argo) ist ein Nunatak an der Oskar-II.-Küste des Grahamlands auf der Antarktischen Halbinsel. Auf der Jason-Halbinsel ragt er nordwestlich des Argo Point auf.
Argentinische Wissenschaftler nahmen bei einer zwischen 1989 und 1990 durchgeführten Expedition Vermessungen vor. Sie benannten den Nunatak in Anlehnung an die gleichnamige Landspitze. Diese ist benannt nach dem Schiff Argo aus der griechischen Mythologie.